# Turana
Turana (ros.: Турана) – pasmo górskie w azjatyckiej części Rosji, w północnej części Przyamurza, na granicy obwodu amurskiego i Kraju Chabarowskiego. Rozciąga się na długości ok. 300 km. Najwyższy szczyt, Sriednij Nanaki, osiąga 1861 m n.p.m. Pasmo zbudowane z granitów i skał metamorficznych. Grzbiety są masywne i lekko zaokrąglone. Zbocza porośnięte są tajgą modrzewiową, miejscami świerkowo-jodłową; powyżej 900 m n.p.m. rośnie kosolimba; wzdłuż południowych podnóży i w dolinach występują miejscami lasy liściaste.